# معتبر تاجیبایوا
معتبر تاجی‌بایوا (انگلیسی: Mutabar Tadjibayeva؛ زادهٔ ۲۵ اوت ۱۹۶۲) روزنامه‌نگار اهل اتحاد جماهیر شوروی است. یک روزنامه‌نگار مستقل و فعال حقوق بشر است. او بنیانگذار سازمان بین‌المللی حقوق بشر «باشگاه عشق آتش» است. تاجیبایوا بر اجرای حقوق بشر نظارت دارد و تحقیقات روزنامه‌نگاری خود را در این زمینه انجام داد. او در اقدامات تحقیقی و محاکمه قضایی به عنوان وکیل‌مدافع و نماینده مجاز در ازبکستان شرکت داشته‌است. تاجیبایوا همچنین بنیانگذار «جامعه مدنی» است. او در ۷ اکتبر ۲۰۰۵ درست قبل از رفتن به دوبلین دستگیر شد که قرار بود در یک کنفرانس بین‌المللی در زمینه حفاظت از حقوق بشر شرکت کند. معتبر تاجیبایوا متهم به نقض ۱۸ ماده قانون جنایی ازبکستان است. وی به خاطر انتقاد از دولت ازبکستان مبنی بر استفاده از خشونت علیه شرکت کنندگان در تظاهرات مسالمت‌آمیز در اندیجان در سال ۲۰۰۵، متهم شد که در ۱۳ مورد ناقض قانون جنایی جمهوری ازبکستان شده و به ۸ سال زندان محکوم شد. در ۲۰۰۵ سازمان بین‌المللی زنان صلح در سرتاسر جهان که زیر کمیته جایزه نوبل است، نام معتبر تاجیبایوا را در لیست ۱۰۰۰ فعال صلح زن قرار داد و به این ترتیب نامزد رسمی جایزه صلح نوبل شد. در ۱۵ مه ۲۰۰۸، هنگامی که او هنوز در زندان بود، معتبر تاجیبایوا برنده جایزه مارتین انالز شد. همان روز، وبلاگ نویسان که دربارهٔ حقوق بشر نوشته بودند، ۱۰ لیست برتر از زنانی را که بیشترین نقش را در حفاظت از حقوق بشر ایفا کرده بودند را اعلام کردند. معتبر تاجیبایوا در میان آن‌ها بود. در ۲ ژوئیه ۲۰۰۸، وی آزاد شد. مراسم اهدای جایزه مارتین انالز در ۲۰ نوامبر ۲۰۰۸ در ژنو برگزار شد. برای شصتمین سالگرد اعلامیه جهانی حقوق، «باشگاه عشق آتش» جایزه «آزادی، برابری، برادری» را به او اهدا کرد. در ۱۰ دسامبر ۲۰۰۸، معتبر تاجیبایوا نیز در مراسمی که در پاریس برگزار شد، جایزه مشابهی دریافت کرد. در مارس ۲۰۰۹، تاجیبایوا جایزه بین‌المللی زنان شجاع را که توسط وزارت امور خارجه ایالات متحده آمریکا بنیانگذاری شده دریافت کرد. تاجیبایوا به دلیل اصول خودش این جایزه را پس داد. او در ماه اوت به عضویت شورای بین‌المللی حقوق بشر درآمد. در سال ۲۰۱۱ معتبر تاجیبایوا در فهرست ده زن با نفوذ در آسیای مرکزی ظاهر شد. او در سال ۲۰۱۱ کتابی با عنوان «زندانی جزیره شکنجه» را نوشت. در این کتاب، تاجیبایوا خاطرات خود را به اشتراک گذاشت و در مورد قساوت دولت ازبکستان نسبت به مردمش سخن گفت. این کتاب به زبان‌های انگلیسی، روسی، فرانسوی و ازبکی ترجمه شده‌است. معتبر تاجیبایوا اکنون یک پناهنده سیاسی است و در فرانسه زندگی می‌کند. در حال حاضر او در راس سازمان بین‌المللی حقوق بشر «قلب‌های سوزان»، ثبت‌شده و مستقر در پاریس است.

## زندگی‌نامه
معتبر تاجیبایوا در ۲۵ اوت ۱۹۶۲ در مرغیلان، منطقه فرغانه و در خانواده کارگری به دنیا آمد. پدرش ابراهیم تاجیبایوا، مادرش - اولجایوا است. در سال ۱۹۳۷ میلادی، جد مادری او توسط دولت به عنوان دشمن عمومی اعلام شد و او را با خانواده‌اش به سیبری تبعید کردند. از آن زمان به بعد او در تمام شوروی در تبعید به سر برده بود. او در ۱۹۴۶ به خاطر خدمتش در صفوف چریک‌ها علیه مهاجمان آلمان توسط دولت شوروی توان‌بخشی شد و به کشورش بازگشته بود. در طول جنگ جهانی دوم، کاندولاتون اولجایوا با همسر آینده‌اش در اوکراین دیدار کرد. ابراهیم تاجیبایوا سرباز ارتش شوروی بود. آن‌ها در ۱۹۴۴ ازدواج کردند و اولین پسرشان در اوکراین به دنیا آمد. اگرچه معتبر تاجیبایوا شاهد عینی این رویدادها نبود، اما خاطرات مادرش نقش مهمی در بلوغ او به عنوان مدافع حقوق بشر ایفا کردند.

## تحصیلات
در سال ۱۹۶۹ معتبر تاجیبایوا به مدرسه شماره ۷ در مرغیلان به نام کامزی به تحصیل پرداخت. از سال ۱۹۸۷تا ۱۹۸۹او به‌طور مکاتبه‌ای در دانشکده فنی و مهندسی برنامه‌ریزی اقتصادی در مرغیلان به تحصیلاتش ادامه داد و موفق به کسب دیپلم اقتصاد شد. در همان زمان او دوره‌های روزنامه‌نگاری را در بخش مطبوعات منطقه فرغانه تکمیل کرد.

## اشتغال
بعد از اینکه در سال ۱۹۷۹ فارغ‌التحصیل شد، معتبر تاجیبایوا یک سالی را به عنوان ریسنده در ابریشم‌پیچی مرغیلان کار کرد. در سال ۱۹۸۰ به عنوان دستیار در دفتر اسناد رسمی در منطقه آخونبابایفسکی کار کرد. تاجیبایوا در سال ۱۹۸۱ کار منشی‌گری را در دفتر بخش وزارت‌کشاورزی را به دست آورد. در سال ۱۹۸۵او به فعالیت شغلی خود به عنوان بازرس کمیته کنترل عمومی جمهوری ازبکستان ادامه داد.
از سال ۱۹۹۸ تا ۱۹۹۹، تاجیبایوا به عنوان معاون فرماندهی بخش فرغانه در نهضت بین‌المللی صلیب سرخ و هلال احمر خدمت کرد.

## واقعه اندیجان
در تاریخ ۴ آوریل ۲۰۰۵، معتبر تاجیبایوا، از طرف «باشگاه قلب آتش»، به رئیس‌جمهور ازبکستان نامه ای ارسال کرد و در خصوص وضعیت دشوار سیاسی و اجتماعی در منطقه اندیجان انتقاد کرد. در ۱۳ آوریل او توسط افسران پلیس منطقه بکترمیرسکی بازداشت شد، بعداً به اداره امور داخلی منتقل شد و بازجویی شد. درنهایت با فشار سازمان‌های غیردولتی بین‌المللی و سفارتخانه‌های خارجی، معتبر آزاد شد.

## فعالیت حقوق‌بشری
در انتخابات ماه دسامبر سال ۱۹۹۹، معتبر تاجیبایوا کاندیدای معاون شورای منطقه ای فرگانا شد. او به دنبال تصویب قانون مربوط به سازمان کنترل عموم از طریق اجرای مصوبات قوانین اجباری بود. با این حال، تاجیبایوا موفق نشد و در انتخابات شکست خورد. به این ترتیب برای تحقق برنامه‌هایش، او عضو حزب دموکراتیک خلق ازبکستان شد (PDPU). در ماه ژانویه سال ۲۰۰۰، معتبر تاجیبایوا به عنوان معاون دبیر حزب خلق ازبکستان در مرغیلان به نام «زوخرو» انتخاب شد. او «باشگاه قلب آتشین» را تأسیس کرد. این رویداد را می‌توان به عنوان ورود رسمی او به میدان حقوق بشر در نظر گرفت. در سال ۲۰۰۱با حمایت از «باشگاه قلب آتشین» بروشوری با نام «اجازه دهید هوشیار باشیم» را منتشر شد. در ژانویه ۲۰۰۲، در جلسه عمومی شورای شهرداری مرغیلان فعالیت دو ساله قلب آتشین مورد بحث قرار گرفت. این جلسه نسبت به پیشرفت‌های باشگاه در زمینه مبارزه با مواد مخدر و جرم و جنایت از حمایت مثبت برخوردار شد و قطعنامه ای را برای تبلیغ عموم فعالیت‌های باشگاه در سراسر جمهوری تصویب کرد. در ادامه، مقالات، داستان‌های ویژه، گزارش‌های ویژه در مورد فعالیت باشگاه در رسانه‌های محلی و جمهوری‌خواه منتشر شد.

## دستگیری
در جریان رسیدگی به پرونده‌های مربوط به رویدادهای اندیجان که در تاریخ ۲۰سپتامبر ۲۰۰۵آغاز شد، معاون دادستان کل جمهوری ازبکستان تاجیبایوا را متهم به اقدام ضد دولتی تحت نام دروغین یک فعال حقوق بشر شد. معتبر تاجیبایوا در ۸ اکتبر ۲۰۰۵ به یک کنفرانس بین‌المللی در زمینه حقوق بشر در دوبلین دعوت شد. وی انتظار داشت دراین کنفرانس در زمینه رویدادهای اندیجان سخنرانی کند. با این حال، در تاریخ ۷ اکتبر ۲۰۰۵، معتبر تاجیبایوا با حکم حکومتی به خاطر اقدامات مخفیانه توسط مأموران امنیتی وزارت کشور ازبکستان دستگیر شد. پس از دستگیری خانه تاجیبایوا مورد بازجویی قرار گرفت و امور شخصی او مصادره شد. علی‌رغم این که تنها شخص متهم معتبر تاجیبایوا مورد پیگرد قرار گرفت، اما اعضای «باشگاه قلب آتشین» نیز مورد بازجویی قرار گرفتند، و علاوه بر دستگیری، تمامی اسناد و مدارک (ویدیوها، کاست‌های صوتی و غیره) نیز مصادره شد. برای ۱۰ روز تاجیبایوا اجباراً در بازداشتگاه‌های موقت منطقه فرغانه بازداشت شد. سپس به مدت ۴ ماه دیگر در بازداشتگاه‌های پیشگیرانه زندان و تحت بازجویی‌های متعدد قرار گرفت. به‌دنبال تحقیقات متعدد، معتبر تاجیبایوا نهایتاً دلائل دستگیری خود را متوجه شد؛ زیرا فعالیت حقوق بشری باشگاه قلب آتش او علیه منافع مقامات اداری و حاکمیت بود.